# 硝酸双氧钼
硝酸双氧钼是一种无机化合物，化学式为MoO2(NO3)2。可由无水硝酸和钼酸反应得到；或者由五氯化钼和五氧化二氮在四氯化碳中的反应制得。它和石墨加热可以反应。